# Freadelpha
Freadelpha is een kevergeslacht uit de familie van de boktorren (Cerambycidae). De wetenschappelijke naam van het geslacht werd voor het eerst geldig gepubliceerd in 1858 door Thomson.

## Soorten
Freadelpha omvat de volgende soorten:
- Freadelpha breuningi Burgeon, 1939
- Freadelpha chloroleuca (Harold, 1879)
- Freadelpha cinerea (Thomson, 1878)
- Freadelpha coronata (Jordan, 1896)
- Freadelpha eremita (Westwood, 1844)
- Freadelpha picta (Waterhouse, 1886)
- Freadelpha principalis (Dalman, 1817)
- Freadelpha rex (Jordan, 1903)